# Melih Selçuk
Melih Selçuk (Mardin, 7 febbraio 1984) è un attore turco, noto per aver interpretato il ruolo di Refik nella serie Come sorelle (Sevgili Geçmiş).

## Biografia
Melih Selçuk è nato il 7 febbraio 1984 a Mardin (Turchia), fin da piccolo ha mostrato un'inclinazione per la recitazione.

## Carriera
Melih Selçuk si è laureato presso il Dipartimento di Economia aziendale dell'Università del Bosforo di Istanbul. Ha presentato domanda con un annuncio che ha visto in mensa mentre studiava all'università, è stato scelto come attore protagonista nel film del 2008 Süt diretto da Semih Kaplanoglu. Ha ricevuto il premio come Attore più promettente all'Adana Film Festival, per il suo primo film in cui recitava con l'attrice Başak Köklükaya. L'anno successivo, nel 2009, ha recitato nella serie Kasaba.
Nel 2011 ha ricoperto il ruolo di Rüzgar nella serie Pis Yedili. Nel 2011 e nel 2012 ha interpretato il ruolo di Mehmet Yilmaz nella serie Adini Feriha Koydum. Nel 2013 ha recitato nei film Yol ayrimi: Hadi baba gene yap (nel ruolo di Ahmet) diretto da Emre Yalgin, in Yol ayrimi: Hadi baba gene yap diretto da Emre Yalgin e in Ask aglatir (nel ruolo di Atif) diretto da Mehmet Tasdiken. Nel 2015 ha interpretato il ruolo di Simsek nel film Adana isi diretto da Ali Adnan Özgür.
Nel 2016 ha ricoperto il ruolo di Cüneyt nel film televisivo Zengin Kismet diretto da Ayhan Özdemir. Nello stesso anno ha interpretato il ruolo di Simsek nel film Sadakat diretto da Kamil Koc. Nel 2017 ha ricoperto il ruolo di Kürsat nella serie Yildizlar Sahidim. Nello stesso anno ha interpretato il ruolo di Orhan nel film Cenaze Isleri diretto da Korhan Ugur. Nel 2018 ha recitato nei film Bebek Geliyorum Demez (nel ruolo di Mert) diretto da Hakan Ciga e Sükut Evi (nel ruolo di Delikanli) diretto da Cafer Özgül.
Nel 2019 è stato scelto per interpretare il ruolo di Refik nella serie Come sorelle (Sevgili Geçmiş) e dove ha recitato insieme ad attrici come Ece Uslu, Sevda Erginci, Melis Sezen, Elifcan Ongurlar e Özge Özacar. Nel 2021 ha recitato nei film Okul Tirasi (nel ruolo di Teacher Kenan) diretto da Ferit Karahan, in Seflerin Sefi diretto da Ahmet Kapucu, in Milyonda Bir diretto da Semra Dündar e in Muallim diretto da Muslim Sahin.

## Filmografia

### Cinema
- Süt, regia di Semih Kaplanoglu (2008)
- Topraga uzanan eller, regia di Ömer Can (2013)
- Yol ayrimi: Hadi baba gene yap, regia di Emre Yalgin (2013)
- Ask aglatir, regia di Mehmet Tasdiken (2013)
- Adana isi, regia di Ali Adnan Özgür (2015)
- Sadakat, regia di Kamil Koc (2016)
- Cenaze Isleri, regia di Korhan Ugur (2017)
- Bebek Geliyorum Demez, regia di Hakan Ciga (2018)
- Sükut Evi, regia di Cafer Özgül (2018)
- Okul Tirasi, regia di Ferit Karahan (2021)
- Seflerin Sefi, regia di Ahmet Kapucu (2021)
- Milyonda Bir, regia di Semra Dündar (2021)
- Muallim, regia di Muslim Sahin (2021)

### Televisione
- Kasaba – serie TV (2009)
- Pis Yedili – serie TV (2011)
- Adini Feriha Koydum – serie TV (2011-2012)
- Zengin Kismet, regia di Ayhan Özdemir – film TV (2016)
- Yildizlar Sahidim – serie TV (2017)
- Come sorelle (Sevgili Geçmiş) – serie TV (2019)

## Doppiatori italiani
Nelle versioni in italiano dei suoi film e delle sue serie TV, Melih Selçuk è stato doppiato da:
- Alessandro Capra[24] in Come sorelle[25]

## Riconoscimenti
- Adana Film Festival
  - 2009: Vincitore come Attore più promettente per il film Süt

- Sadri Alisik Theatre and Cinema Awards
  - 2009: Vincitore come Attore promettente per il film Süt

- Turkish Film Critics Association (SIYAD) Awards
  - 2009: Vincitore come Artista più promettente per il film Süt